# Het geheim van de zeven wijzerplaten
Het geheim van de zeven wijzerplaten is een misdaadboek geschreven door Agatha Christie. Het boek kwam oorspronkelijk uit in het Verenigd Koninkrijk op 24 januari 1929 onder de titel The Seven Dials Mystery en werd uitgegeven door William Collins & Sons. Een eerste Nederlandstalige versie verscheen in 1931. Uitgeverij Luitingh-Sijthoff bracht in 1967 een tweede Nederlandstalige versie uit onder de naam De zeven wijzerplaten. De recentste uitgave verscheen in 2015 bij The House of Books.

## Verhaal
Sir Oswald Coote en zijn vrouw huren voor bepaalde tijd het luxeherenhuis "Chimneys" van Clement Brent, markies van Caterham. Oswald houdt een feestje met drie jonge vrouwen en vijf jonge mannen. De mannen noemen Gerald "Gerry" Wade, Jimmy Thesiger, Ronny Deverux, Bill Eversleigh en Rupert "Pongo" Bateman. Gerry slaapt meestal uit en de andere jongeren willen hem beetnemen: ze plaatsen acht wekkers in zijn kamer die alle op een ander tijdstip afgaan. De volgende dag wordt het lichaam van Gerry gevonden en alles lijkt er op dat hij is overleden aan een overdosis chloraal. Eén wekker is vermist en wordt later in de tuin gevonden. De doodsoorzaak wordt bestempeld als een spijtig ongeval.
Nadat Lord Caterham terug in zijn huis intrekt, schrijft zijn dochter Bundle Brent een brief naar Bill nadat ze in haar kamer een onvoltooide brief van Gerry vond betreffende "het vergeten over wat ik zei betreffende de zeven wijzerplaten". Niet veel later springt Ronny bijna voor haar wagen. Hij murmelt nog iets over "zeven wijzerplaten en Jimmy Thesiger". Bundle brengt de man nog naar een dokter, maar hij blijkt overleden te zijn ten gevolge van een schotwonde.
Eenmaal thuis verneemt ze dat George Lomax, ondersecretaris van het ministerie van buitenlandse zaken, een waarschuwingsbrief heeft gekregen van de Londense buurt Seven Dials. Bundle zoekt Bill op waar ze Loraine Wade ontmoet. Volgens Loraine vond Ronny een lijst met namen en adressen betreffende een geheime organisatie die zich schuilhoudt in de buurt van Seven Dials. Volgens Jimmy had Gerry connecties met het ministerie van buitenlandse handel. Bundle vertelt over de brief die Lomax ontving en de drie besluiten om zichzelf te inviteren op een feest dat hij een week later geeft.
Bill vertrouwt Bundle toe dat hij meer weet over een organisatie die samenkomt in een nachtclub. Daar herkent Bundle Alex, een voormalige klusjesman van Chimneys. Hij is ook van mening dat er vreemde zaken gebeuren en verbergt haar in een kast in een achterkamer. Niet veel later komen vijf personen, volledig onherkenbaar van gezicht, en starten een vergadering. Elk van hen draagt op het hoofd een uurwerk dat een ander uur aanduidt. Ze klagen over de afwezigheid van de nummers twee en zeven en hebben het over het feestje van Lomax waar een zekere Eberhard een chemische formule zal voorstellen dewelke een koord zo sterk als staal kan maken.
Bundle en Jimmy gaan naar het feestje waar Bundle van mening is dat een van de obers in werkelijkheid superintendent Battle is. Ook Bill Eversleigh is aanwezig als assistent van Lomax. Jimmy en Bill besluiten om afwisselend een oogje in het zeil te houden.
Later op de avond hoort men twee geweerschoten. Jimmy wordt in de bibliotheek gevonden met een schotwond en beweert eerder te hebben gevochten met een man die van een klimop klom. Eberhard komt daarop de kamer binnen met de melding dat zijn formule is gestolen. Oswald Coote vond buiten een pistool en zag een man weglopen.